# Michael Wörle
Michael Wörle (* 31. Juli 1967) ist ein deutscher Kommunalpolitiker (parteilos).
Wörle arbeitete als Geschäftsführender Geschäftsführer einer Unternehmensberatung. In seiner Freizeit war er Übungsleiter und Funktionär beim TSV Gersthofen. Im September 2013 wurde er von den Freien Wählern und der SPD zum gemeinsamen Kandidaten für die Bürgermeisterwahl in Gersthofen im März 2014 gewählt, in der er sich durchsetzte. Er trat sein Amt am 1. Mai 2014 an.
Am 29. März 2020 wurde Michael Wörle im Rahmen der Stichwahl im Amt bestätigt und trat somit eine zweite Amtszeit an.
Bei der Bundestagswahl 2025 kandidierte Wörle als einer von vier Hauptkandidaten in Bayern für die Freien Wähler im Bundestagswahlkreis Augsburg-Stadt. Er erreichte 3,7 Prozent der Erststimmen.
Bei den Kommunalwahlen in Bayern 2026 wird Michael Wörle nicht mehr antreten.